# Erbschänke Muggenhof

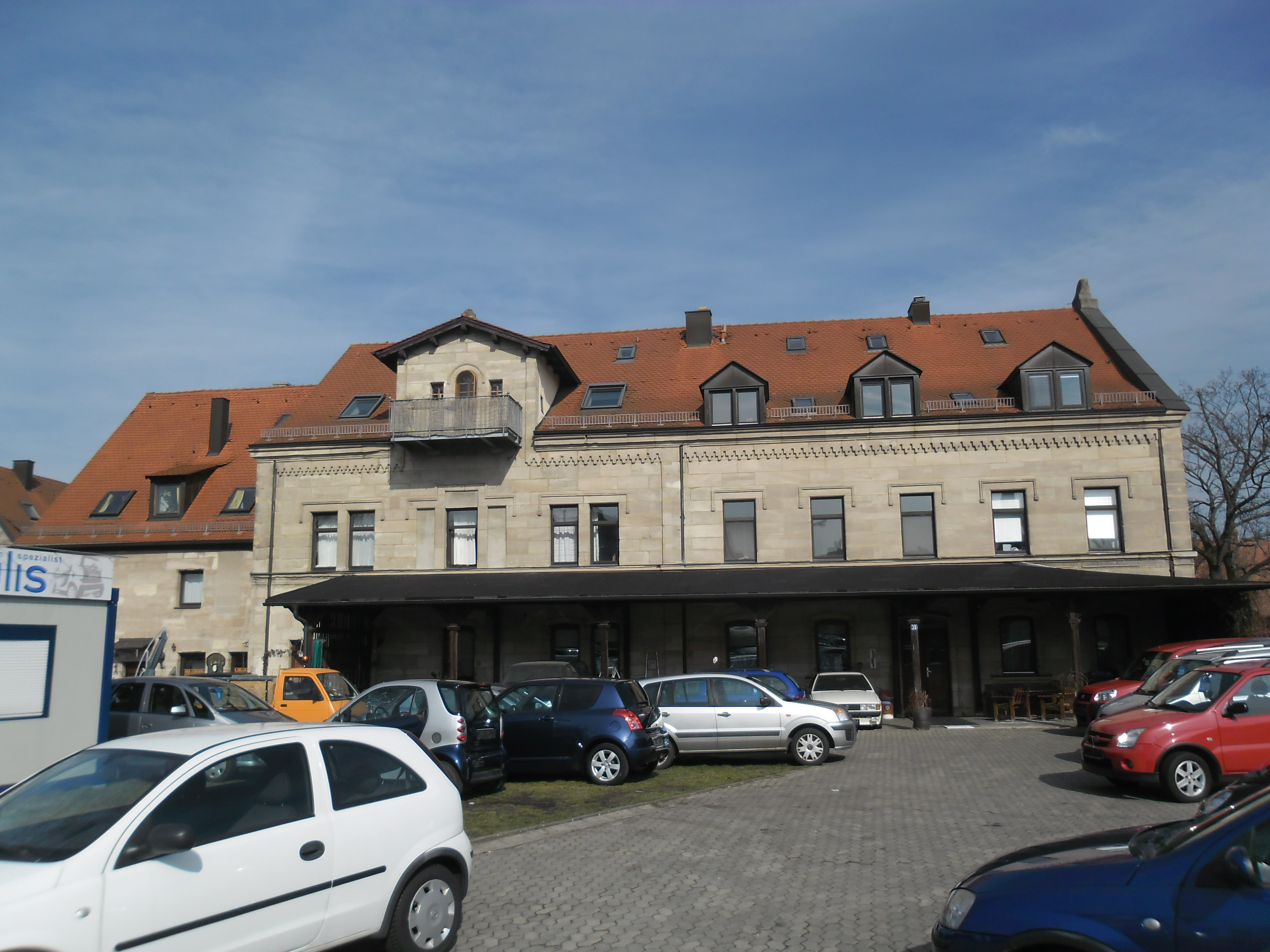
Adolf-Braun-Str. 35, heute unter Denkmalschutz

Als ehemalige Erbschänke Muggenhof (auch Erbschenke Muggenhof) wird das heute denkmalgeschützte Anwesen Adolf-Braun-Straße 35 (zuvor Fuchsstraße 35) im 1889 nach Nürnberg eingemeindeten, heutigen Stadtbezirk Muggenhof bezeichnet. Es gehört zum ensemblegeschützten Weiler Muggenhof (Lage). Bei dem Gebäude handelt es sich um einen zweigeschossigen Sandsteinbau mit Satteldach, Zwerchhäusern und Giebelbekrönung im neugotischen Stil. Das Gebäude wurde um 1850/60 neu errichtet.

## Geschichte
Das Gaststätten- und Wohnstallhaus wurde Mitte des 19. Jahrhunderts auf den Grundmauern der ältesten Gastwirtschaft Muggenhofs errichtet, der sogenannten „Erbschänke“ bzw. ganz früher „Schenkstatt zu Muggenhof“, deren Wurzeln bis um 1870 zurückreichten.

### Vorgeschichte des Gebäudes – die eigentliche Erbschänke
Das Anwesen gehörte seit 1418 den Freiherren von Leonrod, seit 1459 auch urkundlich nachweisbar.
Das Brau- und Schankrecht wurde Georg von Leonrod am 7. Juli 1510 von Kaiser Maximilian I. per Urkunde bestätigt als „Erbschenke mit der Gerechtigkeit, daß in einer Viertel Meile (1 Meile = 7,414 975 km = 6 bayerische Fuß) wegs keine neue Schenkstatt eingerichtet werden darf“. Dieses Privileg verursachte einen Jahrhunderte andauernden Streit zwischen der freien Reichsstadt Nürnberg und den Herren von Leonrod.
Bereits der erst Pächter der Wirtschaft, Han(n)s Hofmann, hatte Ende des 15. Jahrhunderts vom Rat der Stadt Nürnberg das Schenken verboten bekommen. Dennoch wurde er vom damaligen Eigentümer Han(n)s von Leonrod bedrängt, die Schenkstatt wiederzueröffnen. Hans von Leonrod betonte diesbezüglich immer, dass bereits sein Vater Wilhelm von Leonrad hier schenken ließ. Grundlage des Streits war der Umstand, dass die Reichsstadt Nürnberg bereits 1464 von Kaiser Friedrich III. ein Erbschankrecht auf eine  Meile im Umkreis erhalten hatte, weshalb dem Wirt in Muggenhof trotz des erhaltenen Schankrechts der Ausschank verboten werden sollte. Aufgrund des damals in Urkunden üblichen Passus „soweit keine älteren Rechte betroffen sind“ versuchten die von Leonrods Schankrechte vor 1464 nachzuweisen.  Die Geschichte der Schenkstatt war noch lange Zeit wiederkehrend von Schenkverboten begleitet. Letztendlich einigte man sich in der zweiten Hälfte der 18. Jahrhunderts darauf, dass die von Leonrods der Stadt Nürnberg bis zu einem angestrebten, aber nie erfolgten Entscheid durch das Reichskammergericht die Hälfte der Getränkesteuer abführten.
Im Zweiten Markgrafenkrieg brannte die Schenkstatt 1552 erstmals ab. Ein zweistöckiges Wirtshaus wurde danach wiedererrichtet. In den Jahren 1612 bis einschließlich 1635 ließ der Wirt Hans Höfler das Anwesen renovieren. Bekannt ist, dass im Herbst 1632 die gesamte Ortschaft niederbrannte. Erst 1622 hatte der Tuchfärber Georg Neumann die Schenkstatt mit der damaligen Hausnummer 1 erworben. Er hatte sich nach dem Erwerb den Bau des Nebengebäudes mit der Hausnummer 2 genehmigen lassen. Wann genau die Wirtschaft wieder aufgebaut wurde, ist nicht genau zu ermittelt, da die Bücher des Waldamtes bis nach 1700 aussetzen. Ein Ratshinweis aus dem Jahr 1645 deutet darauf hin, dass der Schankbetrieb zu dieser Zeit wieder aufgenommen war. Von 1699 bis 1751 war das Grundstück im Besitz der Nürnberger Patrizierfamilie Peller von Schoppershof, die auch das Pellerschloss erwarben.
1751 veräußerte Christoph Peller das Anwesen wieder an die Herren von Leonrod, die dann bis 1848 wieder Grundstückseigentümer waren. 1772 übernahm Leonhard Pfann als Wirt. Er erneuerte 1781 das baufällige Beständerhaus hinter der Gaststätte und ließ 1802 den Anbau der Gaststätte auf der Ostseite auf deren Giebelhöhe aufstocken.
1833 erhielten Gaststätte und zugehöriges Wohnhaus die Hausnummern 52 und 53.

### Das Gebäude bis Ende des Zweiten Weltkriegs
Postkarte Gruss aus Muggenhof
(postalisch gelaufen 1899)

Link zur Abfotografie

(Bitte Urheberrechte beachten)

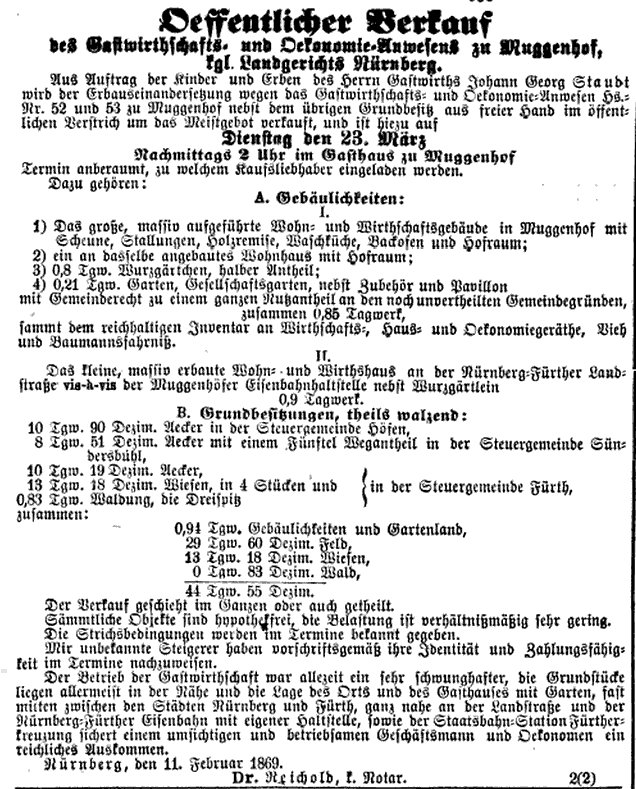
Verkaufsanzeige von 1869 in der Augsburger Abendzeitung

Den Neubau der Gastwirtschaft veranlasste der damalige Guts- und Gasthofbesitzer Johann Georg Staudt, ein ehemaliger Landwehrmajor, der das Lokal 1848 übernommen hatte. J. Georg Staudt starb Anfang Oktober 1868 aufgrund eines Lungenleidens im Alter von 56 Jahren. Nach seinem Tod wurde das „Gastwirthschafts- und Oekonomie-Anwesen Hs.-Nr. 52 und 53 zu Muggenhof nebst dem übrigen Grundbesitz“ aufgrund von Erbstreitigkeiten im März 1869 verkauft.
Der Gastbetrieb wurde 1885 von A. Kugler übernommen, der das Lokal anfangs als „Kaffee und Restaurant Muggenhof“ und später unter dem Namen „Kuglers Restaurant“ weiterhin als beliebte Ausflugsgaststätte betrieb. Mit der Eingemeindung Muggenhofs nach Nürnberg erhielten Gaststätte und Nebengebäude die Hausnummern Fuchsstraße 35 und 37. Zum Gastwirtschaftsgebäude mit Repräsentationsräumen und einem 150 m² großen Tanzsaal im Keller gehörte ein großer Biergarten. Das Gebäude wurde Mitte der 1920er Jahre restauriert. Die Wirtschaft wurde bis 1936 von der Familie Kugler selbst betrieben. Durch die 1931 in Betrieb genommene und direkt angrenzende Kläranlage Nord (jetzt Klärwerk 1) war das Geschäft stark eingebrochen. Die Witwe Käthe Gruber verpachtete die Wirtschaft zuletzt an die Wirtsleute F. Vogel und G. Dehn. Endgültig wurde der Wirtschaftsbetrieb im Haus dann 1942 eingestellt.
Während des Krieges wurden die Räumlichkeiten vom Luftschutz für Schlafräume und ein Materiallager requiriert.

### Nutzung durch Spangler & Kaufmann (1945–1993)

Firmenlogo Spangler & Kaufmann

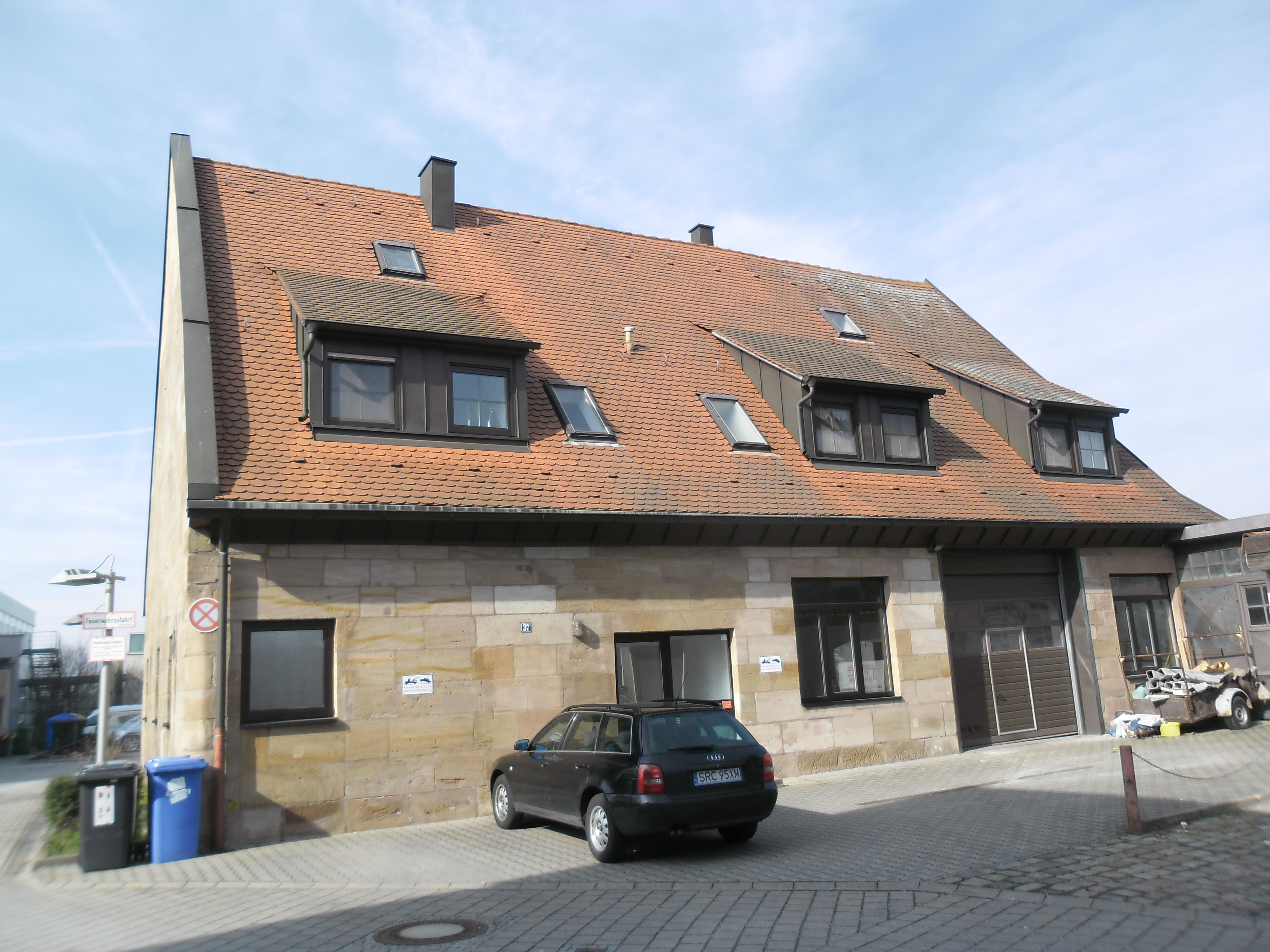
Adolf-Braun-Str. 37, damals Geschäftssitz von Spangler & Kaufmann

Nach Kriegsende nutzte das 1945 von den Herren Spangler und Kaufmann (Vornamen nicht bekannt) gegründete Maschinenbauunternehmen Spangler & Kaufmann GmbH & Co. das Gebäude, dessen Firmenhauptsitz im angrenzenden Haus Adolf-Braun-Str. 37 lag.

Der Rotationsgießautomat von Spangler & Kaufmann wurde insbes. in den 1980ern international verkauft

Spangler & Kaufmann GmbH & Co. war ein kleines spezialisiertes Maschinenbauunternehmen. Wichtigstes Produkt in den 1980ern war eine automatisierte Rotations-Gießmaschine zur Herstellung von Hohlkörpern aus PE und PVC. Aber auch zahlreiche weitere Produktionsmaschinen (hauptsächlich aus dem Bereich Kunststoffverarbeitung) wurden gebaut, wie z. B. Trockner, Spritzkabinen oder Augeneinsetzer für Puppen. Firmenkunden waren Unternehmen im In- und Ausland, insbesondere auch im ehemaligen Ostblock sowie Nordafrika.
Später stieß Conrad Betzold mit zur Geschäftsleitung. Nach dem Tod von Spangler und später dem Ausscheiden von Kaufmann war Conrad Betzold alleiniger Geschäftsführer der Firma. Seit 1978 lautete die Firmenanschrift nach der Neuzuordnung Adolf-Braun-Straße 35–37.
Im Jahr 1993 wurde die Geschäftstätigkeit aufgegeben.

### Aktuelle Nutzung
Aktuell wird das Areal von einem Kfz-Händler genutzt.